# Ахутин, Владимир Михайлович
Владимир Михайлович Ахутин (26 марта 1924, Чита — 9 ноября 2005, Санкт-Петербург) — учёный, признанный лидер отечественной школы биотехнических систем (после смерти академика А. И. Берга), лауреат Ленинской и Государственной премий, Заслуженный деятель науки РФ, доктор технических наук, профессор, директор — главный конструктор ГНУ «Научно-исследовательский конструкторско-технологический институт биотехнических систем» Санкт-Петербургского государственного электротехнического университета, инженер-капитан 1 ранга.

## Биография
Владимир Михайлович Ахутин родился 26 марта 1924 года в Чите, в семье военно-полевого хирурга, будущего начальника Военно-медицинской академии имени С. М. Кирова генерал-лейтенанта медицинской службы Михаила Никифоровича Ахутина.

### Участие в Великой Отечественной войне
В июне 1941 году после окончания ленинградской военно-морской спецшколы В. М. Ахутин поступил в Высшее военно-морское инженерное училища имени Ф. Э. Дзержинского. Великую Отечественную войну встретил в звании курсанта. В октябре 1941 года был откомандирован на фронт, под Москву, где воевал в составе 84-й отдельной стрелковой бригады морской пехоты в должности командира отделения роты разведки. 18 декабря 1941 года представлялся к ордену Красного Знамени за отвагу и мужество при взятии населенного пункта, но награждён был орденом Красной Звезды. В декабрьском бою 1941 года был тяжело ранен. После выписки из госпиталя, в январе 1942 года, был направлен командиром роты разведки на Западный фронт. В мае 1942 года был возвращён для продолжения учёбы в училище. В 1943—1945 годах проходил боевые практики на подводных лодках «Л-4» и «М-32» Черноморского флота.
После окончания училища в октябре 1946 года служил на кораблях Балтийского флота на инженерных должностях. В апреле 1947 года был направлен на Высшие специальные офицерские классы ВМФ, которые окончил в 1948 году.

### Научная и педагогическая деятельность
С 1948 года по май 1968 года занимался научно-исследовательской, конструкторской и военно-организационной деятельностью в области создания новой техники для ВМФ. В 1955 году поступил в заочную аспирантуру, а в 1958 году защитил кандидатскую диссертацию и начал преподавательскую работу на кафедре автоматики ленинградского филиала Всесоюзного заочного энергетического института. Провёл фундаментальные исследования по распространению электромагнитных полей оптического диапазона в дисперсных средах; предложил и теоретически обосновал методы анализа их состояния в отсутствие и при наличии возмущений; разработал теорию подавления естественных диффузных и искусственно создаваемых помех, что положило начало созданию принципиально новых адаптивных систем автоматического управления для подводных динамических объектов высокой помехоустойчивости. В 1959 году Ахутину была присуждена Ленинская премия за работы по созданию принципиально нового гидрооптического направления в военно-морском вооружении.
В 1964 году организовал и возглавил первую в стране научно-исследовательскую лабораторию биомедицинской кибернетики, которая с 1968 года была преобразована в Особое конструкторское бюро биологической и медицинской кибернетики (ОКБ БИМК), а затем — в Научно-исследовательский конструкторско-технологический институт биотехнических систем, директором которого он являлся до конца жизни. С 1968 года стал научным руководителем Океанариума ВМФ СССР. С 1968 года работал по совместительству заведующим кафедрой охраны труда и биомедицинской кибернетики Северо-Западного заочного политехнического института.
В 1971 году защитил докторскую диссертацию, а в 1972 году получил учёное звание профессора.
Под руководством В. М. Ахутина и при его непосредственном участии выполнены работы по обеспечению космических полётов. Все экипажи космических кораблей, включая международные, с выходом в открытый космос для монтажных и ремонтных работ с 1975 года проходили подготовку в условиях гидроневесомости в гидролаборатории Звездного городка на аппаратуре, созданной в НИКТИ БТС. За большие заслуги в области развития космонавтики В. М. Ахутин был удостоен медали имени академика С. П. Королёва, медали им. академика М. В. Келдыша и юбилейной медали Ю. А. Гагарина.
В. М. Ахутина руководил разработками автоматизированных диагностических систем для клинической медицины и профилактических осмотров населения; под его руководством были созданы первые комплексы биомедицинской телеметрии для Республиканской клинической больницы города Баку, в то время не имевшие аналогов в СССР и за рубежом; разработаны биотехнические комплексы с использованием служебных морских животных.
С 1976 по 1992 год заведовал кафедрой биомедицинской электроники и охраны среды в Санкт-Петербургском государственном электротехническом университете «ЛЭТИ» им. В. И. Ульянова (Ленина) (СПбГЭТУ). Более 25-ти лет являлся бессменным научным руководителем Всесоюзной, а затем Российской ежегодной школы молодых научных работников в области биомедкибернетики и биотехнических систем, которая привлекала к себе внимание научной молодёжи не только России, но и других стран СНГ.
В 1991 году В. М. Ахутину (в составе коллектива НИКТИ БТС) была присуждена Государственная премия РСФСР, в 1995 году — почётное звание «Заслуженный деятель науки и техники РСФСР».
В. М. Ахутин — автор 48 изобретений. Под его руководством выполнено более 30 правительственных научно-исследовательских и опытно-конструкторских работ. В последнее время В. М. Ахутин был научным руководителем комплекса фундаментальных исследований по разработке методов синтеза биотехнических систем управления и научным руководителем международной программы «Человек и море». В. М. Ахутин вёл большую научно-организационную и общественную работу, был избран председателем секции Научного совета РАН по комплексной проблеме «Кибернетика».
Ахутин В. М. являлся действительным членом Международной инженерной академии, общественной организации «Международная академия информатизации», Международной академии наук в Нью-Йорке, Академии медико-технических наук России, Санкт-Петербургской инженерной академии, Российской инженерной академии. Ахутин В. М. был членом попечительского совета Санкт-Петербургского Суворовского военного училища, членом Международного фонда попечителей Московского Государственного Авиационного Технологического Университета им. К. Э. Циолковского.
В честь 300-летия Санкт-Петербурга он стал лауреатом «Золотой книги Санкт-Петербурга». В 2004 году труд В. М. Ахутина был отмечен золотой медалью Международной академии информатизации при ООН.

### Увлечения
- Парусный спорт. В. М. Ахутин с детства мечтал стать моряком, увлекался парусным спортом. В 1938—1939 годах был членом детской спортивной школы Центрального яхт-клуба на Петровской косе в Ленинграде[7]. Стал мастером спорта по парусному спорту. Участник сборной Советского Союза[18], победитель многих соревнований, участвовал в парусной гонке «Гранд Регата Колумбус 92» (Grand Regata Columbus-92 Quincentenary) в честь 500-летия плавания Колумба, в парусных регатах «Сutty Sark Tall Ships Races»[19].

- Рисование. В. М. Ахутин являлся членом Ленинградского Союз художников, его рисунки, графики, пастели и акварели неоднократно выставлялись на выставка и в картинных галереях Ленинграда[2].

В. М. Ахутин умер 9 ноября 2005 года. Похоронен на Кузьминском кладбище в городе Пушкине.